# Передекспоненційний множник
Передекспоненціальний множник реакції — один із ключових параметрів у рівнянні Арреніуса, яке описує, як швидкість хімічної реакції залежить від температури.

## Визначення
Це фактор частоти ефективних зіткнень між молекулами. Він враховує:
- Як часто молекули стикаються
- Наскільки правильно вони орієнтовані для реакції
- Вплив складності молекул і механізму реакції

Його ще називають частотним фактором або фактором зіткнень.